# 사쿠라바 나나미
사쿠라바 나나미(일본어: 桜庭 ななみ, 1992년 10월 17일 ~ )는 일본의 배우이다.
카고시마 현 출신. 스위트 파워 소속.

## 내력
데뷔 전부터 그 용모는 고향에서 화제가 되어, 〈카고시마 현에 굉장한 미소녀가 있다〉라는 소문을 들은 현 사무소로부터 스카우트되어, 2007년 여름에 연예계에 들어간다. 스카우트된 때에는, 고향의 게임 센터에서 친구들과 스티커 사진을 찍고 있었다.
2008년, 2월 9일 방송의 《시오리와 시미코의 괴기사건부》 제6화로, 데뷔. 5월 개봉의 《동급생》과 《체육관 베이비》로, 영화 첫 출연. 또, 미스 매거진 2008 그랑프리에 약 17,000명 중에서 선택되어, 전국 고교 럭비 풋볼 대회의 이미지 캐릭터를 맡는다.
2009년, 극장 애니메이션 《썸머 워즈》로 성우에 첫 도전. 10월, TBS의 홈페이지에서 전달된 자신 출연 넷 드라마를 계기로 연극·음악 그룹 bump.y가 결성되어, 멤버가 된다.
2010년, 일본 잡지 협회 캠페인 캐릭터에 선출된다. 영화 《최후의 추신구라》로, 여주인공을 연기한다.
2012년 10월 17일, 20세가 된 생일에 기념 사진집 〈Birth〉를 발매.
2014년 4월, 6월 말에 bump.y를 졸업하는 것을 발표.

## 출연

### 드라마
- 시오리와 시미코의 괴기사건부 제6화 (2008년 2월 9일, 닛폰 TV) - 사와모토 후유미 역
- 도쿄 소녀 사쿠라바 나나미 (2008년 6월 7일 ~ 28일, BS-i) - 주연
- 나데시코대 (2008년 9월 20일, 후지 TV) - 토리하마 레이코 역
- 붉은 실 (2008년 12월 6일 ~ 2009년 2월 28일, 후지 TV) - 나카가와 사라 역
- 고스트 타운의 꽃 (2009년 3월 20일, TV 아사히) - 주연·야나가와 시오리 역
- 트윈 스피카 (2009년 6월 18일 ~ 7월 30일, NHK) - 주연·카모가와 아스미 역
- 사랑해 악마~뱀파이어☆보이~ (2009년 7월 7일 ~ 9월 8일, 칸사이 TV) - 타카키 카오리 역
- 의룡 Team Medical Dragon3 제1화 (2010년 10월 14일, 후지 TV) - 스가야 유키나 역
- 나와 스타의 99일 (2011년 10월 23일 ~ 12월 25일, 후지 TV) - 나미키 모모 역
- 망상 수사~쿠와가타 코이치 준교수의 스타일리시한 생활~ (2012년 1월 22일 ~ 3월 18일, TV 아사히) - 주연·진노 히토미 역
- 나와 그이와 수다쟁이 자동차 (2012년 9월 22일 ~ 29일, 후지 TV) - 주연·치카노 하루카 역
- 리셋~진정한 행복을 찾는 방법~ (2012년 9월 30일, MBS) - 쿠로카와 카오루(고교 시절) 역
- 하이 스쿨 가극단☆남조 (2012년 10월 6일, CBC) - 하야세 마도카 역
- 스위츠!~아아, 달콤한 청춘이여~ (2012년 12월 7일, NHK 후쿠오카) - 주연·곤도 카호 역
- 라스트 호프 (2013년 1월 15일 ~ 3월 26일, 후지 TV) - 토키타 마키 역
- 필살 사업인 2013 (2013년 2월 17일, TV 아사히) - 시노 역
- 리미트 (2013년 7월 12일 ~ 9월 27일, TV 도쿄) - 주연·콘노 미즈키 역
- 24개의 눈동자 (2013년 8월 4일, TV 아사히) - 카타기리 코토에 역
- 미스 파일럿 (2013년 10월 15일 ~ 12월 24일, 후지 TV) - 아베노 스즈 역
- 사일런트 푸어 (2014년 4월 8일 ~ 6월 3일, NHK) - 미와 마나카 역
- 초능력 패밀리 사이다맨 (2014년 10월 1일 ~ 2015년 2월 18일, NHK 교육 텔레비전) - 포이베 역(일본어 더빙)
- 바람의 절정~은하의 부~ (2015년 1월 15일 ~ 2월 19일, NHK)
- 신 나니와 금융도 (2015년 1월 24일, 후지 TV) - 리카코 역
- 결투 (2015년 10월 31일, BS 스카파!)
- 붉은 스위트 피 (2016년 3월 12일, BS 재팬) - 스즈키 사오리 역
- 콘트레일~죄와 사랑~ (2016년 4월 15일 ~ 6월 3일, NHK) - 시노자키 케이코 역
- 협상의 기술 (2025년 3월 8일 ~ , JTBC) - 히로세 하루카 역

### 영화
- 천국의 버스 (2007년, ndjc2007/시네콰논)
- 동급생 (2008년, SPO) - 하야카와 유키 역
- 체육관 베이비 (2008년, SPO) - 하야카와 유키 역
- 붉은 실 (2008년, 쇼치쿠) - 나카가와 사라 역
- 서도 걸즈!! 우리의 코시엔 (2010년, 워너 브라더스 영화) - 시노모리 카나 역
- 최후의 추신구라 (2010년, 워너 브라더스 영화)
- 간주남 간주녀 〈무엇이든 격려하는 여자 하게마시 걸즈〉 (2011년, 뉴 시네마 워크숍) - 주연·치하루 역
- 런웨이☆비트 (2011년, 쇼치쿠) - 츠카모토 메이 역
- 천국에서의 성원 (2011년, Asmik Ace) - 히가 마야 역
- 수수께끼 풀이는 저녁식사 후에 (2013년, 토호) - 토도 린코 역
- 늑대 인간 게임 (2013년, AMG 엔터테인먼트) - 주연·니시나 아이리 역
- 진격의 거인 ATTACK ON TITAN (2015년, 토호) - 사샤 역
- 절벽 위의 트럼펫 (2016년) - 주연·아오이 역
- 시네마 파이터스 (2017년) - 주연·아오이 역
- 맨헌트 (2017년) - 리카 역
- 용길이네 곱창집 (2018년) - 미카 역
- 가족 색깔 (2018년) - 유리 역

### 애니메이션
- 썸머 워즈 (2009년, 워너 브라더스 영화) - 시노하라 나츠키 역
- 닷핵 세계의 저편으로 (2012년, 아스믹 에이스) - 주연·유키 소라 역

### 라디오
- SCHOOL OF LOCK! GIRLS LOCKS! (2009년 6월 8일 ~ 2010년 12월 16일, TOKYO FM) - 매월 제2주째 담당 퍼스낼리티

### 뮤직비디오
- EXO - For Life (2016년 12월)

### CM
- 에자키 글리코 포키 (2008년 12월)
- softbank 화이트 학생 할인 with 가족 (2009년 2월 ~ 9월)
- SUNTORY 낫짱 (2010년 2월 ~ 2011년 2월) - 6대째 낫짱
- 롯데
  - 가나 밀크 초콜릿 (2010년)
  - 파이의 열매 (2011년 7월 ~ 2012년 2월)
- 유쵸 은행 〈일본 전국, 유쵸 가족.〉 (2010년 8월 ~ 2013년 7월) - 미도리카와 나나미
- 미츠비시 지소 〈미츠비시 지소를, 보러 가자.〉 (2010년 9월 ~ )
- 로손 〈40주년 《선언 편》〉 외 (2015년 6월 ~ 12월)
- 이즈미 주조 (2016년 4월 ~ )

### PR
- 봄 전국 화재 예방 운동 포스터 (2010년)
- 사단 법인 일본 잡지 협회 〈잡지 애독 월간〉 이미지 캐릭터 (2010년)
- 소방 시험 연구 센터 홍보 포스터 (2011년)
- 중앙 노동 재해 방지 협회 연간 표어 포스터 (2011년)
- 경시청 〈2개의 110번〉 홍보 포스터 (2012년)
- 카고시마 현 지사 선거 계발 캐릭터 (2012년)
- 아사히 신문 광고 특집 〈봄은 새로운 한걸음을 내딛는 계절〉 (2011년 4월 1일 자 석간)
- NHK 봄 신생활 응원! (2013년)
- 주식회사 마임 하카마·후리소데 이미지 캐릭터 (2014년)
- 일본 사법 서사회 연합회 홍보 포스터 (2014년)
- 노에비아 〈노에비아 99 플러스〉 이미지 캐릭터 (2014년)
- 시부야 경찰서 일일 경찰서장 (2015년 5월 10일)

### PV
- FUNKY MONKEY BABYS 〈런웨이☆비트〉 (2011년 3월 16일)

## 수상
- 제35회 호치 영화상 신인상
- 제84회 키네마 준보 베스트 10 신인 여우상
- 제53회 블루리본상 신인상
- 제20회 일본 영화 비평가 대상 신인 여우상
- 제35회 일본 아카데미상 신인 배우상
- 닛케이 트렌디 〈올해의 얼굴 2012〉

## 같이 보기
- 호리키타 마키
- 쿠로키 메이사
- 키리타니 미레이
- 미나미사와 나오
- 타카츠키 사라